# Conotrachelus roreus
Conotrachelus roreus – gatunek chrząszcza z rodziny ryjkowcowatych.

## Zasięg występowania
Ameryka Południowa, występuje w Brazylii oraz w Gujanie Francuskiej.

## Budowa ciała
Ciało lekko wydłużone. Przednia krawędź pokryw nieznacznie szersza od przedplecza. Na ich powierzchni liczne podłużne, listewkowate garbki oraz niewyraźne i rzadkie, podłużne punktowanie. Przedplecze prostokątne w zarysie w tylnej części, z przodu dość nieznacznie zwężone, bardzo gęsto punktowane na całej powierzchni.